# Till månen runt solen
Till månen runt solen är Christer Sandelins tredje studioalbum som soloartist, utgivet i augusti 1992. Albumet utgavs på LP, CD och kassettband.

## Låtlista
1. Till månen runt solen – 4:18
2. Murar kan falla – 3:23
3. Allting – 3:50
4. Speciell – 4:30
5. Lugnt och försiktigt – 3:55
6. Slav av kärlek – 4:16
7. Galen – 3:50
8. När vi var små – 4:40
9. Dansa naken – 4:12
10. Hjärtats ensamma slag – 3:25